# 福克斯霍洛 (印地安納州)
福克斯霍洛（英語：Fox Hollow）是位於美國印地安納州布恩縣的一個非建制地區。該地的面積和人口皆未知。

## 地理
福克斯霍洛的座標為40°56′08″N 86°16′54″W / 40.93556°N 86.28167°W，而該地的平均海拔高度為268米（即879英尺）。